# Aaron Harstad
Aaron Harstad (født 27. april 1992) er en amerikansk ishockeyspiller.

## Metal Ligaen

### Aalborg Pirates

#### Sæsonen 2018-19[1]
| Grundspil     | Grundspil | Grundspil | Grundspil   | Grundspil           |
| Kampe spillet | Mål       | Assists   | Point i alt | Udvisnings minutter |
| ------------- | --------- | --------- | ----------- | ------------------- |
| 37            | 1         | 9         | 10          | 82                  |
| Slutspil      |           |           |             |                     |
| Kampe spillet | Mål       | Assists   | Point i alt | Udvisnings minutter |
| 11            | 1         | 3         | 4           | 14                  |